# Apoctena orthocopa
Apoctena orthocopa är en fjärilsart som först beskrevs av Edward Meyrick 1924b.  Apoctena orthocopa ingår i släktet Apoctena och familjen vecklare. Inga underarter finns listade i Catalogue of Life.